# Іглі Ваннуккі
Іглі Ваннуккі (італ. Ighli Vannucchi, нар. 5 серпня 1977, Прато) — італійський футболіст, що грав на позиції півзахисника.
Виступав, зокрема, за клуб «Емполі», а також молодіжну збірну Італії.

## Клубна кар'єра
Народився 5 серпня 1977 року в місті Прато. Вихованець молодіжної команди футбольного клубу «Луккезе-Лібертас», за головну команду якого дебютував 1996 року. Відіграв за «Луккезе-Лібертас» два сезони, взявши участь у 49 матчах чемпіонату. 
Згодом з 1998 по 2004 рік грав у складі команд клубів «Салернітана», «Венеція», «Емполі» та «Палермо».
Своєю грою за останню команду знову привернув увагу представників тренерського штабу клубу «Емполі», до складу якого повернувся 2004 року. Цього разу відіграв за команду з Емполі наступні шість сезонів своєї ігрової кар'єри. Більшість часу, проведеного у складі «Емполі», був основним гравцем команди.
Протягом 2010—2014 років захищав кольори клубів «Гуамо», «Спеція», «Віртус Ентелла» та «В'яреджо».
Завершив професійну ігрову кар'єру у клубі «Форте деї Мармі» з регіональної ліги Тоскани, за команду якого виступав протягом 2014—2015 років.

## Виступи за збірну
Протягом 1998–2000 років залучався до складу молодіжної збірної Італії. На молодіжному рівні зіграв у 16 офіційних матчах, забив 2 голи. Був учасником молодіжного Євро-2000, на якому італійці вибороли золоті медалі.
Того ж 2000 року був включений до заявки олімпійської збірної для участі в тогорічних Олімпійських іграх, у матчах футбольного турніру на яких, утім, на поле не виходив.

## Статистика виступів

### Статистика клубних виступів
| Сезон                        | Команда                      | Чемпіонат                    | Чемпіонат | Чемпіонат | Національний кубок | Національний кубок | Національний кубок | Континентальні кубки | Континентальні кубки | Континентальні кубки | Інші змагання | Інші змагання | Інші змагання | Усього | Усього |
| Сезон                        | Команда                      | Ліга                         | Ігор      | Голів     | Ліга               | Ігор               | Голів              | Ліга                 | Ігор                 | Голів                | Ліга          | Ігор          | Голів         | Ігор   | Голів  |
| ---------------------------- | ---------------------------- | ---------------------------- | --------- | --------- | ------------------ | ------------------ | ------------------ | -------------------- | -------------------- | -------------------- | ------------- | ------------- | ------------- | ------ | ------ |
| 1995–96                      | «Луккезе-Лібертас»           | B                            | 0         | 0         | КІ                 | 0                  | 0                  | -                    | -                    | -                    | -             | -             | -             | 0      | 0      |
| 1996–97                      | «Луккезе-Лібертас»           | B                            | 14        | 1         | КІ                 | 0                  | 0                  | -                    | -                    | -                    | -             | -             | -             | 14     | 1      |
| 1997–98                      | «Луккезе-Лібертас»           | B                            | 35        | 2         | КІ                 | 2                  | 1                  | -                    | -                    | -                    | -             | -             | -             | 37     | 3      |
| Усього за «Луккезе-Лібертас» | Усього за «Луккезе-Лібертас» | Усього за «Луккезе-Лібертас» | 49        | 3         |                    | 2                  | 1                  |                      | -                    | -                    |               | -             | -             | 51     | 3      |
| 1998–99                      | «Салернітана»                | A                            | 31        | 3         | КІ                 | 1                  | 0                  | -                    | -                    | -                    | -             | -             | -             | 32     | 3      |
| 1999–00                      | «Салернітана»                | B                            | 28        | 7         | КІ                 | 5                  | 3                  | -                    | -                    | -                    | -             | -             | -             | 33     | 10     |
| 2000-січ. 2001               | «Салернітана»                | B                            | 15        | 3         | КІ                 | 4                  | 0                  | -                    | -                    | -                    | -             | -             | -             | 19     | 3      |
| Усього «Салернітани»         | Усього «Салернітани»         | Усього «Салернітани»         | 74        | 13        |                    | 10                 | 3                  |                      | -                    | -                    |               | -             | -             | 84     | 16     |
| січ.-черв. 2001              | «Венеція»                    | B                            | 14        | 1         | КІ                 | -                  | -                  | -                    | -                    | -                    | -             | -             | -             | 14     | 1      |
| 2001–02                      | «Венеція»                    | A                            | 19        | 0         | КІ                 | 3                  | 0                  | -                    | -                    | -                    | -             | -             | -             | 22     | 0      |
| Усього за «Венецію»          | Усього за «Венецію»          | Усього за «Венецію»          | 33        | 1         |                    | 3                  | 0                  |                      | -                    | -                    |               | -             | -             | 36     | 1      |
| 2002–03                      | «Емполі»                     | A                            | 29        | 3         | КІ                 | 6                  | 1                  | -                    | -                    | -                    | -             | -             | -             | 35     | 4      |
| 2003-січ. 2004               | «Палермо»                    | B                            | 8         | 0         | КІ                 | 4                  | 2                  | -                    | -                    | -                    | -             | -             | -             | 12     | 2      |
| січ.-черв. 2004              | «Емполі»                     | A                            | 20        | 3         | КІ                 | -                  | -                  | -                    | -                    | -                    | -             | -             | -             | 20     | 3      |
| 2004–05                      | «Емполі»                     | B                            | 36        | 9         | КІ                 | 0                  | 0                  | -                    | -                    | -                    | -             | -             | -             | 36     | 9      |
| 2005–06                      | «Емполі»                     | A                            | 35        | 4         | КІ                 | 3                  | 0                  | -                    | -                    | -                    | -             | -             | -             | 38     | 4      |
| 2006–07                      | «Емполі»                     | A                            | 38        | 4         | КІ                 | 0                  | 0                  | -                    | -                    | -                    | -             | -             | -             | 38     | 4      |
| 2007–08                      | «Емполі»                     | A                            | 34        | 5         | КІ                 | 2                  | 0                  | КУЄФА                | 1                    | 0                    | -             | -             | -             | 37     | 5      |
| 2008–09                      | «Емполі»                     | B                            | 33+1      | 4         | КІ                 | 4                  | 0                  | -                    | -                    | -                    | -             | -             | -             | 38     | 4      |
| 2009–10                      | «Емполі»                     | B                            | 38        | 3         | КІ                 | 1                  | 0                  | -                    | -                    | -                    | -             | -             | -             | 39     | 3      |
| Усього за «Емполі»           | Усього за «Емполі»           | Усього за «Емполі»           | 263+1     | 35        |                    | 16                 | 1                  |                      | 1                    | 0                    |               | -             | -             | 281    | 36     |
| вер.-жовт. 2010              | «Гуамо»                      | 3 Кат.                       | 1         | 0         | -                  | -                  | -                  | -                    | -                    | -                    | -             | -             | -             | 1      | 0      |
| жовт. 2010–11                | «Спеція»                     | ЛП 1Д                        | 12        | 4         | КІ+КІ ЛП           | -                  | -                  | -                    | -                    | -                    | -             | -             | -             | 12     | 4      |
| 2011–12                      | «Спеція»                     | ЛП 1Д                        | 27        | 3         | КІ+КІ ЛП           | 0+5                | 1                  | -                    | -                    | -                    | СК ЛП         | 1             | 0             | 33     | 4      |
| Усього за «Спецію»           | Усього за «Спецію»           | Усього за «Спецію»           | 39        | 7         |                    | 5                  | 1                  |                      | -                    | -                    |               | 1             | 0             | 45     | 8      |
| 2012–13                      | «Віртус Ентелла»             | ЛП 1Д                        | 31+2      | 3+1       | КІ+КІ ЛП           | 2+0                | 1                  | -                    | -                    | -                    | -             | -             | -             | 35     | 5      |
| 2013–14                      | «В'яреджо»                   | ЛП 1Д                        | 26        | 5         | КІ+КІ ЛП           | 0+1                | 0                  | -                    | -                    | -                    | -             | -             | -             | 27     | 5      |
| 2014–15                      | «Форте деї Мармі»            | Екс. Тоскана                 | 26        | 4         | КІ-Е               | 4                  | 1                  | -                    | -                    | -                    | -             | -             | -             | 30     | 5      |
| Усього за кар'єру            | Усього за кар'єру            | Усього за кар'єру            | 550+3     | 71+1      |                    | 47                 | 10                 |                      | 1                    | 0                    |               | 1             | 0             | 602    | 82     |

## Титули і досягнення
- Чемпіон Європи (U-21): 2000